# Kiermuszyny Małe
Kiermuszyny Małe – kolonia w Polsce położona w województwie warmińsko-mazurskim, w powiecie gołdapskim, w gminie Banie Mazurskie.
W latach 1975–1998 miejscowość należała administracyjnie do województwa suwalskiego.
Obecnie w miejscowości nie ma zabudowy. Na zdjęciu satelitarnym ślady po budynkach, pojedyncze drzewa.